# Vallée de la Stura di Demonte

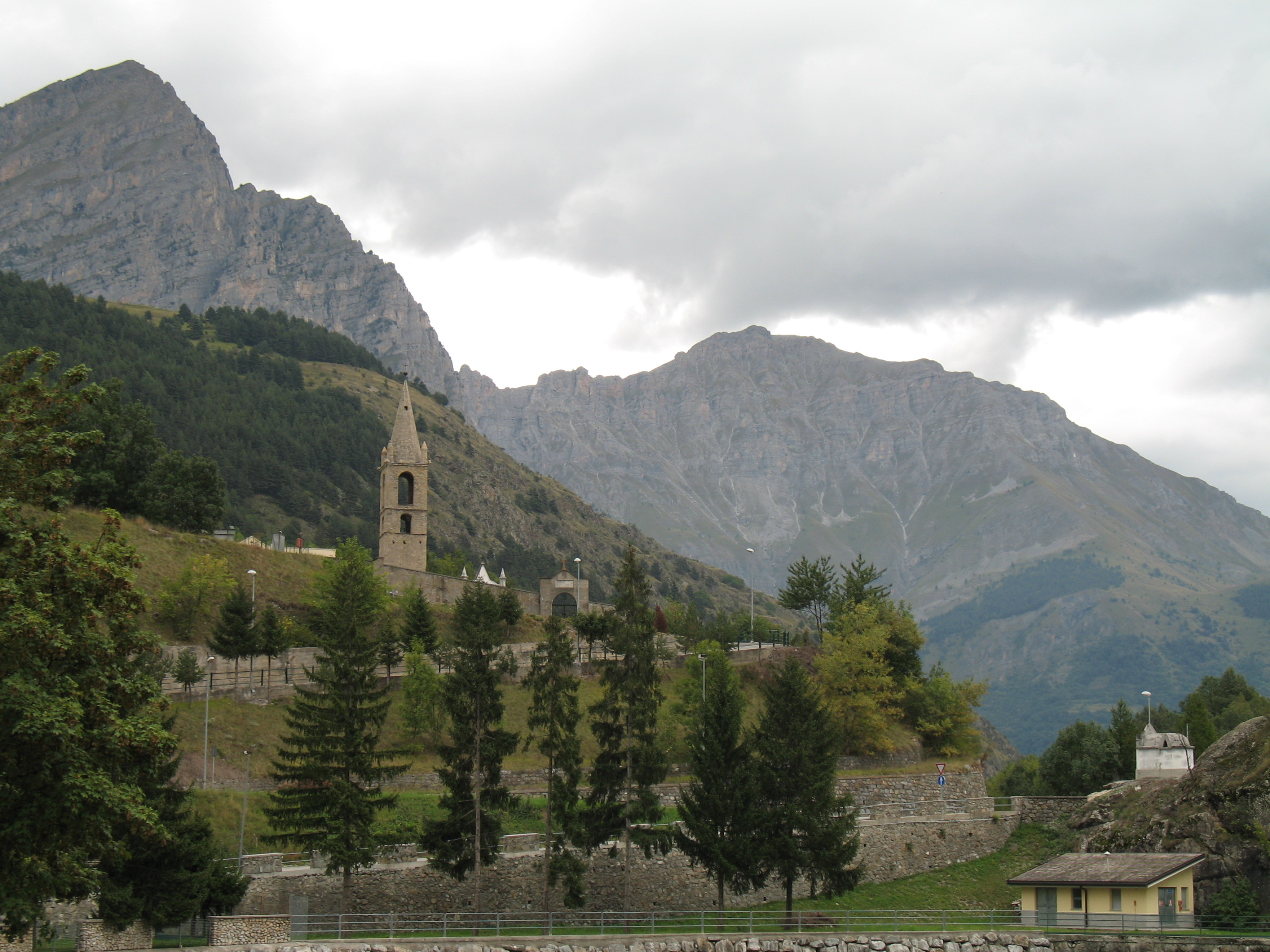
Vue de Pietraporzio.

La vallée de la Stura di Demonte ou vallée de la Stura, autrefois appelée vallée de Sture (en italien valle Stura di Demonte, en occitan val d'Estura), est une vallée du Piémont italien dont le principal cours d'eau est la Stura di Demonte.
Elle est située dans la province de Coni, entre les Alpes cottiennes au nord et les Alpes maritimes au sud. Elle jouxte au nord le val Grana et le val Maira, et au sud le département français des Alpes-Maritimes. Sa longueur est d'environ 50 km, depuis le col de Larche (1 995 m), important passage routier entre la France et l'Italie, jusqu'à la plaine du Pô qu'elle atteint à Borgo San Dalmazzo.
Les communes principales sont, de l'amont vers l'aval : Pietraporzio, Vinadio, Demonte et Moiola. La plus importante est Demonte.

## Géographie

### Géomorphologie

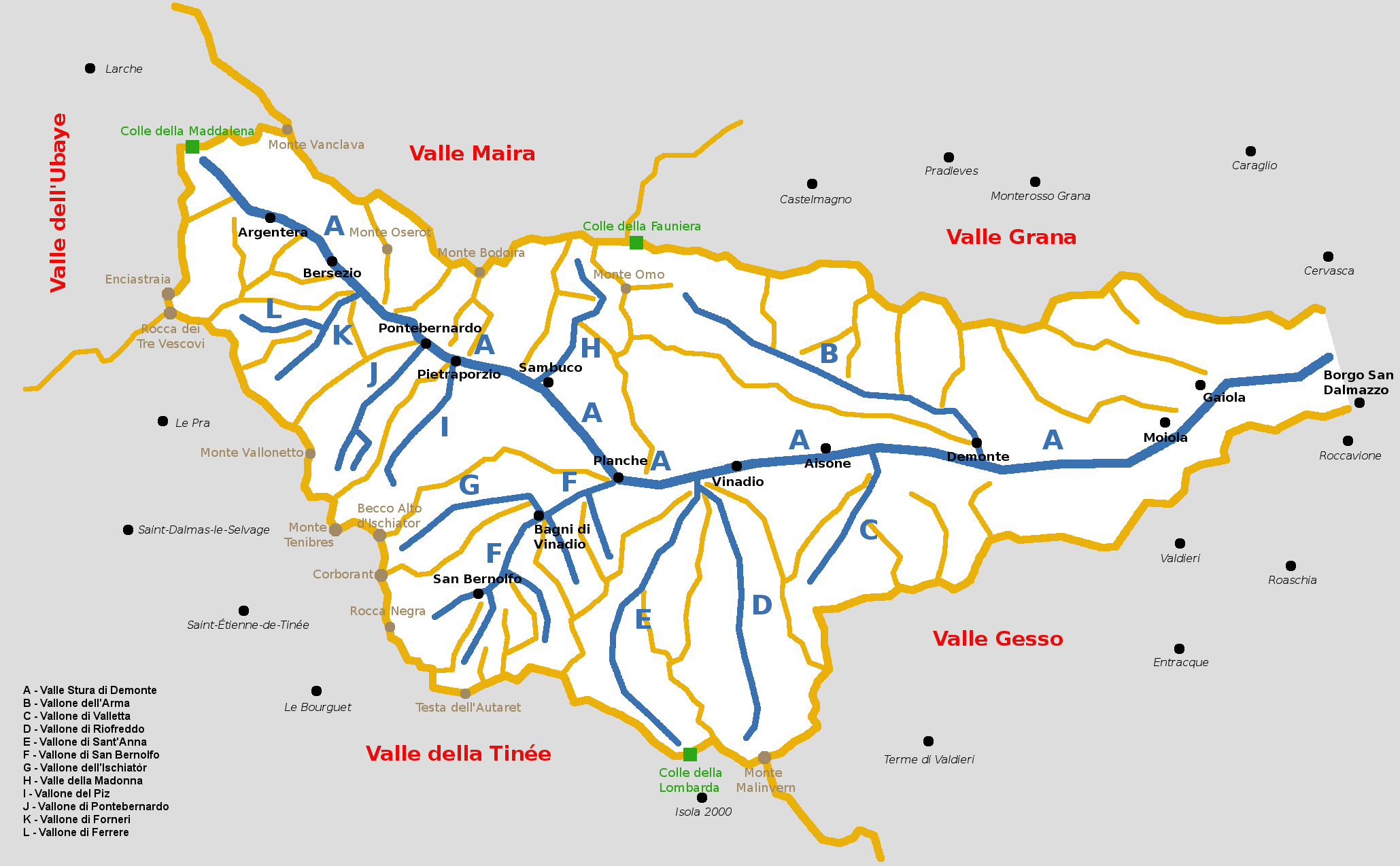
Schéma géomorphologique de la vallée de la Stura :
Lignes de crêtes : orange
Fonds de vallées : bleu
Centres habités : noir

Depuis Borgo San Dalmazzo, la vallée de la Stura se dirige vers l'ouest jusqu'à Pianche dans la commune de Vinadio où, au départ d'un vallon latéral du côté sud, la vallée tourne vers le nord-ouest et maintient cette direction sans grand changement jusqu'au col de Larche, où elle se termine.
La vallée possède de nombreuses vallons latéraux, la plupart inhabités. Ceux du côté sud sont les plus importants en taille ; voici les principaux, de l'amont vers l'aval :
- le vallone del Puriac, qui se détache vers le sud-ouest depuis Grange, à 1 km en amont d'Argentera ;
- le vallone di Forneris, qui se détache vers le sud-ouest entre Bersezio et Pontebernardo ; le vallone di Ferrere s'en détache à son tour vers l'ouest ;
- le vallone di Pontebernardo, qui part de Pontebernardo même, dans la commune de Pietraporzio, et s'étend vers le sud-ouest ;
- le vallone del Piz, qui s'étend en direction sud-ouest depuis Pietraporzio ;
- le vallone di San Bernolfo, qui part de Planche dans la commune de Vinadio. Ce vallon s'étend d'abord vers l'ouest-sud-ouest, avec quelques vallons secondaires jusqu'à Bagni di Vinadio où il bifurque. Le vallon principal continue vers le sud-ouest, se divisant davantage en vallons latéraux secondaires ; c'est dans cette partie de vallée que se trouve San Bernolfo, qui donne son nom à la vallée. Le vallone dell'Ischiator part à son tour de Bagni di Vinadio et va vers l'ouest puis le sud-ouest, arrivant au pied du Grand Cimon de Rabuons (Becco Alto d'Ischiator) et du Corborant ;
- le vallone di sant'Anna, qui depuis Vinadio s'étend vers le sud-ouest jusqu'à la hauteur du sanctuaire Sainte Anne de Vinadio, le plus haut sanctuaire d'Europe (2 010 m), où il tourne vers le sud-est et atteint le col de la Lombarde (2 351 m), voie carrossable vers la vallée de la Tinée en France ;
- le vallone di Riofreddo, qui également depuis Vinadio s'étend d'abord vers le sud-est puis le direzione sud, atteignant le bas du mont Malinvern ;
- le vallone di Valletta, qui part près d'Aisone en direction sud-ouest vers la rocca della Paur.

Les vallons du côté nord sont moins nombreux :
- la valle della Madonna, vallon secondaire qui depuis Sambuco va d'abord vers le nord-est, puis avec quelques tournants passe sous le mont Omo ;
- le vallone dell'Arma, qui se détache vers le nord-ouest à Demonte et va en ligne droite vers la zone du colle del Mulo, et du colle Valcavera et colle Fauniera (ou colle dei Morti) qui donnent accès au val Grana au nord.

La géomorphologie générale de la zone entourant la vallée de la Stura est plutôt complexe, ce qui fait que la vallée est frontalière de cinq autres vallées :
- la vallée du Gesso sur le tronçon côté sud qui va de Borgo San Dalmazzo au mont Malinvern ;
- la vallée de la Tinée en France sur le tronçon allant du mont Malinvern au rocher des Trois Évêques ;
- la vallée de l'Ubaye en France au niveau du haut de la vallée, entre le Rocher des Trois Évêques et le mont Vanclava ;
- le val Maira côté nord, sur le tronçon compris entre le mont Vanclava et les crêtes au-dessus du colle Fauniera et du colle Valcavera ;
- le val Grana, depuis ces dernières crêtes jusqu'au débouché de la vallée.

### Orographie
La vallée est délimitée par deux lignes de crête principales qui la séparent des vallées limitrophes. Au sud, la séparation suit la ligne de partage des eaux entre l'Italie et la France jusqu'au mont Malinvern, et à partir de là, la limite de la vallée passe sur la crête secondaire qui descend du Malinvern vers le nord-est jusqu'au débouché de la vallée à Borgo San Dalmazzo. Au nord, la limite de la vallée suit la ligne de partage des eaux principale sur quelques kilomètres, du col de Larche au mont Vanclava, et à partir de là suit la ligne de partage des eaux secondaire qui la sépare d'abord du val Maira puis du val Grana.

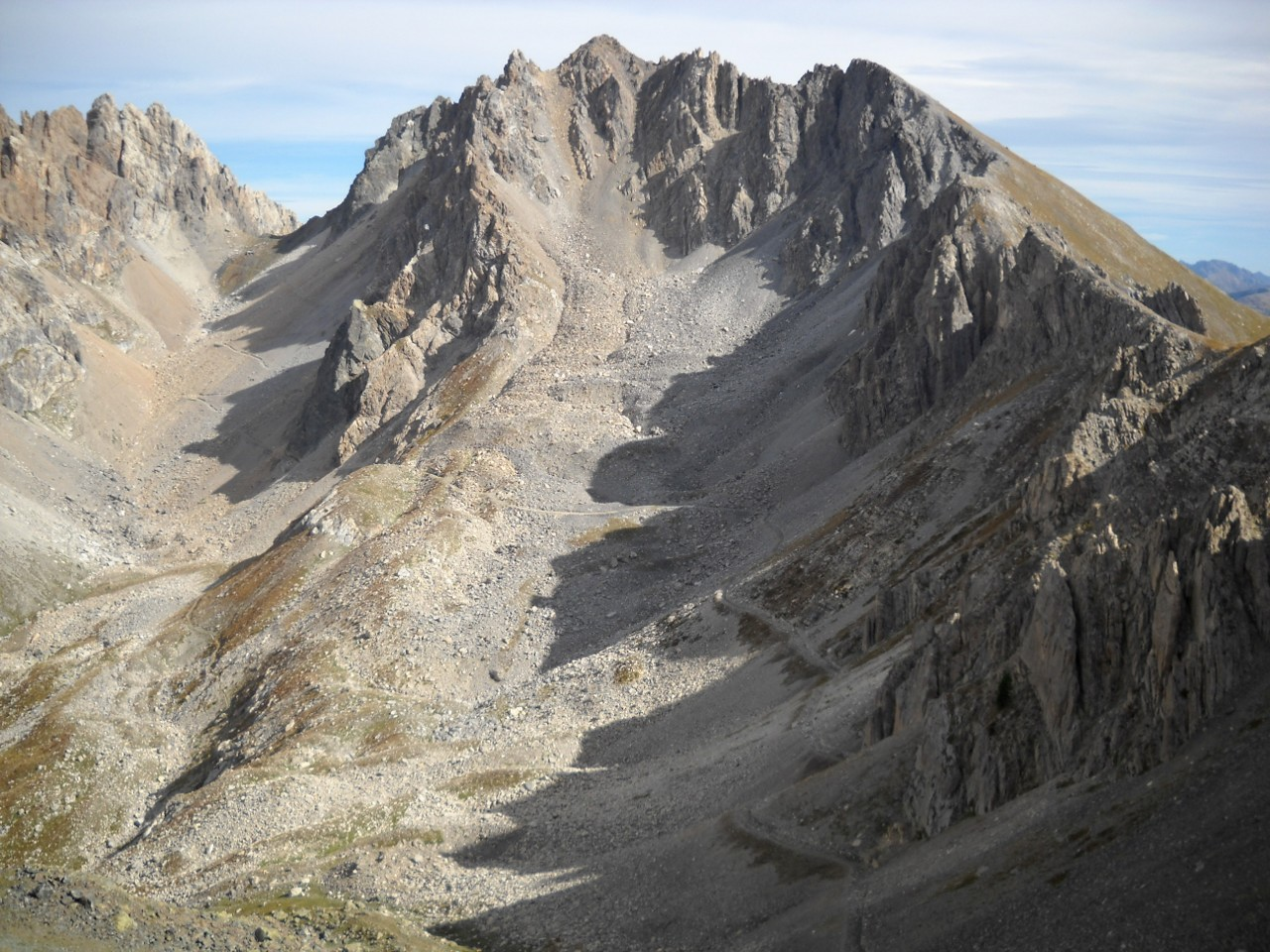
Le Monte Oserot

Les principaux sommets sont au nord de la vallée, de l'ouest vers l'est :
- Tête de Vauclave (Monte Vanclava) - 2 874 m ;
- Monte Scaletta - 2 840 m ;
- il Bric - 2 864 m ;
- Monte Oserot - 2 861 m ;

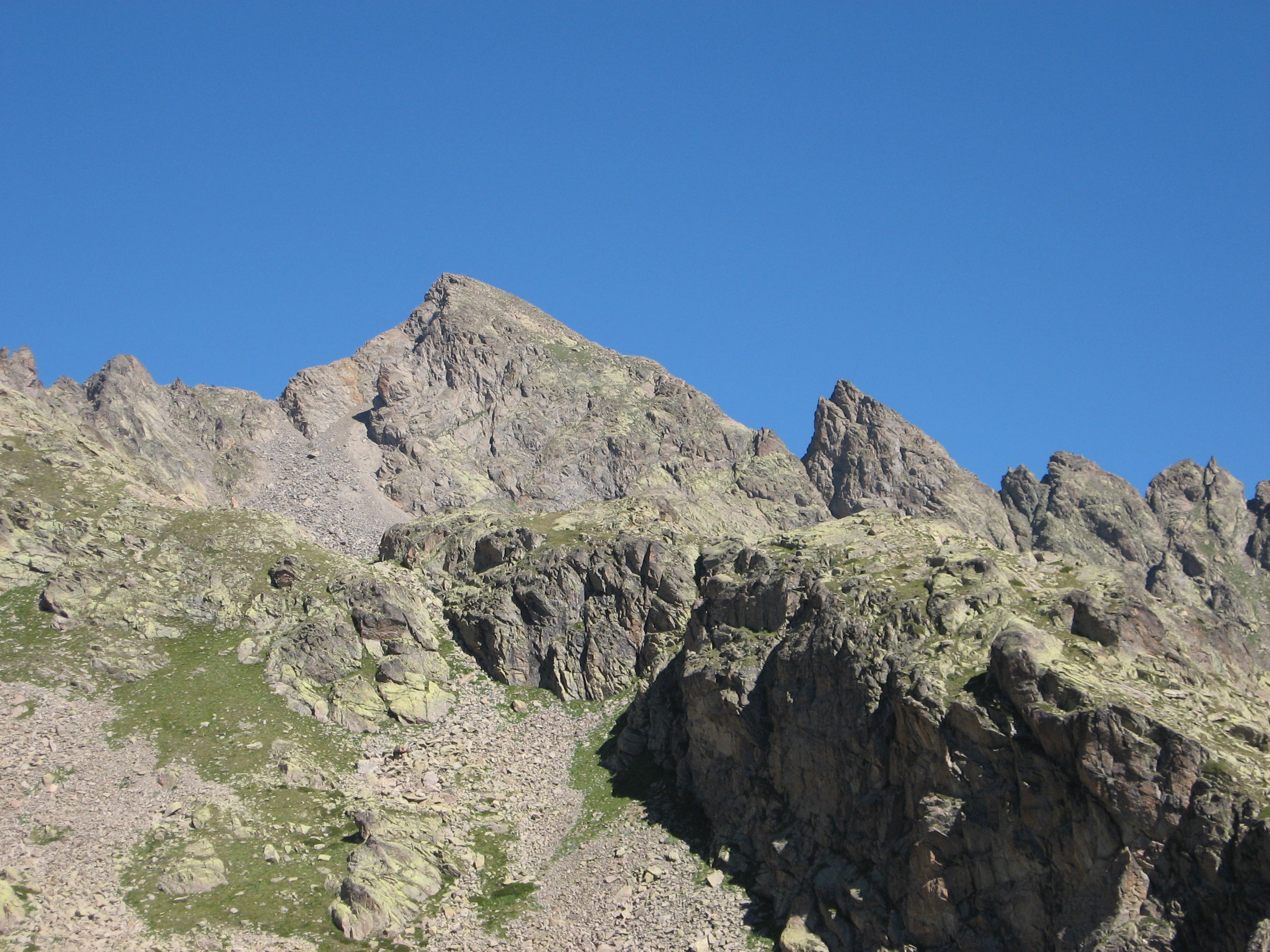
Le Corborant vu des lacs Lausfer

et au sud de la vallée, de l'ouest vers l'est :
- Tête de l'Enchastraye - 2 955 m ;
- Rocher des Trois Évêques (Rocca dei Tre Vescovi) - 2 867 m ;
- Cima delle Lose - 2 813 m ;
- Mont Vallonnet (Monte Vallonetto) - 2 951 m ;
- Tête de l'Ubac - 2 991 m ;
- Mont Ténibre - 3 031 m ;
- Grand Cimon de Rabuons (Becco Alto d'Ischiator) - 2 998 m ;
- Le Corborant (Cima di Corborant) - 3 007 m ;
- Mont Malinvern - 2 939 m.

### Cols
Carrossables :
- col de la Lombarde vers la vallée de la Tinée ;
- col de Larche vers la vallée de l'Ubaye ;
- col Fauniera vers le val Maira ;
- col de Madonna del Colletto (Valdieri) vers la vallée du Gesso.

Non carrossables, périphériques :
- colletto di Valscura vers la vallée du Gesso ;
- col du Fer entre le vallone di Forneris et la vallée de la Tinée ;
- col de Pouriac entre le vallone del Puriac et la vallée de la Tinée ;
- colle della Scaletta et passo di Rocca Brancia vers le val Maira ;
- passo Oserot vers le val Maira ;
- colle dell'Ortica ou Ortiga vers le val Grana ;
- colle dell'Arpione vers la vallée du Gesso.

Non carrossables, internes :
- colle dei Morti entre vallone di Sant'Anna et vallone di Riofreddo ;
- passo Tesina et passo di Bravaria entre vallone di San Bernolfo et vallone di Sant'Anna ;
- passo di Laroussa entre vallone dell'Ischiator et vallone di San Bernolfo ;
- passo di Rostagno entre vallone del Piz et vallone dell'Ischiator ;
- passo sottano di Scolettas entre vallone di Pontebernardo et vallone del Piz ;
- colle di Stau entre vallone di Forneris et vallone di Pontebernardo.

## Histoire
À la périphérie des Alpes tardivement romanisé étaient maintenus cinq péages, dont un en aval de la Stura. Les trois à l'est, surveillant les principaux débouchés, étaient nommés « ad fines » (« à la frontière ») et on y prélevait l’impôt sur les marchandises, le quarantième des Gaules. Le péage était à Pedona. Les deux plus au nord étaient au val Varaita à Piasco et au val de Suse près d'Avigliana.
Pedona était à l'époque pré-romaine le chef-lieu de la peuplade des Tyrii/ Turi / Turri, selon Pline. Le nom de ce peuple serait à mettre en relation avec celui de la Stura (ou Sturia), qui prend sa source au col de Larche. Ce lien est remis en cause par des travaux récents : Stura serait une désignation qui fut commune pour un torrent ; en Italie, on rencontre six occurrences de cette graphie, utilisée dans des hydronymes de cours d'eau à régime torrentiel. À la fin du Ier siècle de notre ère, la civitas de Pedona, Borgo San Dalmazzo, était rattachée aux Alpes Cottiennes.
Habitée à l'époque préromaine par les Ligures Apuani (Liguri montani), la vallée de la Stura fut conquise par les Romains sous Auguste et incluse dans le municipe de Pedona. Déjà à cette époque, la vallée avait une importance considérable grâce à ses cols qui garantissaient un passage facile vers l'autre côté des Alpes.
À partir du Ve siècle, la vallée subit les invasions barbares. Puis il y eut les invasions sarrasines aux IXe et Xe siècles. À cette période, la vallée faisait partie des possessions de l'abbaye bénédictine de Pedona. À partir du XIe siècle, on commence à avoir des informations plus précises sur la vallée et les communes qui la composent. En 998, la vallée fut donnée en fief à l'évêque de Turin, sous le contrôle de qui elle resta jusqu'en 1150 environ. Pendant tout le XIIe siècle, la vallée fut sous la domination du marquisat de Saluces ; au XIIIe siècle, elle subit la poussée expansionniste de la commune de Coni, liée aux Anjou, qui finirent par prendre possession de toute la vallée depuis Aisone jusqu'au col de Larche, et l'unirent à la Provence en 1529,.
Aux siècles suivants, la maison de Savoie tenta à plusieurs reprises de s'emparer de la vallée. En 1388, le territoire sous son contrôle s'étendit jusqu'à la commune de Sambuco. Entre-temps, avec l'annexion de la Provence au royaume de France, le reste de la vallée passa sous le contrôle de la couronne de France. En 1588, la maison de Savoie réussit finalement à entrer en possession de la vallée entière jusqu'au col de Larche ; le dernier territoire à céder à la poussée savoyarde fut celui qui comprenait les communes actuelles de Roccasparvera, Moiola, Gaiola et Demonte.
Sous la domination savoyarde, la vallée fut le théâtre de nombreuses guerres. Les passages de troupes durant la guerre de Succession d'Autriche et les guerres napoléoniennes furent des événements particulièrement marquants.

### Fortifications
La communication facile entre les deux versants des Alpes a toujours conféré à la vallée une importance stratégique considérable ; en conséquence, on y construisit souvent des ouvrages militaires de fortification destinés à faire obstacle à une éventuelle avance ennemie.
De l'époque médiévale, il reste les ruines du château de Roccasparvera, construit vers le XIe siècle et plusieurs fois détruit et reconstruit. Il subsista jusqu'en 1588, fut alors détruit après la conquête de la commune par Charles-Emmanuel Ier de Savoie et ne fut plus reconstruit.
En effet, la maison de Savoie avait intérêt à ne plus défendre chaque village mais la vallée entière contre d'éventuelles invasions depuis le versant français. À cet effet, le forte della Consolata fut construit à Demonte en 1590. Modernisé au XVIIe siècle, le fort ne fut pratiquement pas engagé dans des opérations de guerre. L'organisation défensive comptait beaucoup sur la défense naturelle qui constituait un peu en amont de Pietraporzio la gola delle Barricate (« gorge des Barricades »), considérée comme inexpugnable. L'armée franco-espagnole réussit cependant à contourner la gorge par des passages des plus inaccessibles, arrivant à prendre en tenaille le fort par les deux côtés ; à ce moment, les défenseurs se retirèrent vers Coni, et l'avancée franco-espagnole put se poursuivre. Après le retrait des troupes franco-espagnoles, le fort fut restauré. À la suite de l'armistice de Cherasco en 1796, le fort fut démoli par ordre de Napoléon Bonaparte.
Après la Restauration, la maison de Savoie rétablit toute la ceinture de défense contre la France, dont les fortifications de la vallée de la Stura. En 1834, Charles-Albert de Savoie décida la construction du fort de Vinadio, qui s'acheva en 1847. La forteresse, construite selon la structure typique d'une forteresse du XIXe siècle de type barrière, était constituée de trois blocs défensifs principaux ; sa construction comporta la destruction d'une partie du centre historique de Vinadio. Entre 1875 et 1886, la ligne défensive fut complétée par deux batteries d'artillerie détachée, la batteria Neghino et les ouvrages défensifs de la Serziera. Le fort ne fut plus engagé dans des actions de guerre, et en 1959 il fut vendu par l'État.
Au XXe siècle, la vallée de la Stura fut fortifiée davantage, avec des ouvrages du Mur des Alpes (Vallo Alpino Littorio). Entre 1924 et les années 1930, la zone de la gola delle Barricate (« gorge des Barricades ») fut fortifiée par une série d'ouvrages souterrains du type opere tipo 200, armés de mitrailleuses et de canons antichars. Au début des années 1940, des ouvrages de fortifications des arrières du type opere tipo 15000 furent réalisés dans la commune de Moiola (sbarramento di Moiola « barrière de Moiola »). Ces fortifications, constituées d'ouvrages souterrains qui auraient dû être armés de mitrailleuses et de canons antichars, restèrent inachevées au vu de la tournure prise par les événements de la guerre. Une barrière complémentaire fut réalisée à partir des années 1920 dans la commune de Sambuco, où des casernes en extérieur furent associées aux ouvrages souterrains de type opere tipo 200 ; pendant la Seconde Guerre mondiale, cette installation fut utilisée comme état-major de l'armée et en vint à héberger 2 500 hommes.

## Culture

### Langue
La vallée de la Stura fait partie des vallées occitanes du Piémont où l'occitan est parlé. La comunità montana (l'équivalent d'une communauté de communes en France) a toujours eu un intérêt particulier pour la sauvegarde de la langue et des traditions occitanes,.

### Musées
La vallée propose divers musées privés, visant surtout à conserver et à transmettre les caractéristiques historiques et culturelles des habitants de la vallée.
Le Centro di Documentazione Valle Stura, en activité à Sambuco depuis 1988, s'occupe principalement de recueillir de la documentation sur la vallée, et aussi d'organiser des initiatives destinées à diffuser les informations recueillies : conférences, cours de danse et de musique traditionnelles, expositions.
L'Ecomuseo della pastorizia (« écomusée de la vie pastorale »), situé à Pontebernardo  dans la commune de Pietraporzio, est un « musée actif » qui ajoute aux salles normales d'exposition un petit atelier de production de fromages et le centre de sélection ovine de l'association L'Escaroun. L'activité pastorale n'est donc pas seulement représentée par des objets historiques, mais montrée précisément dans son déroulement quotidien,.
À Valloriate, il y a le musée du châtaignier (museo del castagno). Développé en collaboration avec la faculté d'agronomie de l'université de Turin, le musée, en activité depuis 2001, est centré sur le châtaignier et sur la culture du châtaignier, composants essentiels de l'économie agricole ancienne de la vallée,.
Un musée particulier est la Mizoun dal Countrabandìer (« maison du contrebandier » en langue occitane) à Argentera. Le musée est hébergé dans une vieille maison d'habitation restaurée du hameau de Ferriere ; outre les objets de la vie quotidienne, le musée expose des objets et documents relatifs à l'activité de contrebande souvent menée par les habitants de la vallée pour augmenter les revenus de la famille. Le musée expose des pièces concernant aussi bien les contrebandiers que les forces de l'ordre qui cherchaient à empêcher les trafics,.

### Gastronomie
La cuisine de la vallée de la Stura est une cuisine de montagne typique, avec quelques particularités locales.
La principale caractéristique est l'utilisation dans la cuisine de l'agneau Sambucano. Le mouton Sambucano (pecora sambucana) est une race originaire de la vallée de la Stura, d'origine très ancienne ; il vit à une altitude comprise entre 600 et 1 800 m, et il est élevé dans la province de Coni, spécialement dans la vallée de la Stura di Demonte,. D'autres plats typiques sont les bodi e aioli (pommes de terre à la sauce à l'ail), la oula al fourn (soupe de légumes cuite au four dans un récipient approprié), les sebos abaouso (oignons au four avec viande, fromage, œuf et légumes). Une autre caractéristique intéressante est l'usage d'escargots et de grenouilles dans la cuisine.

## Économie
L'économie de la vallée de la Stura était par le passé essentiellement fondée sur l'activité agricole (y compris élevage et pastoralisme). Cette économie traditionnelle ne s'est pas perdue, et elle a aujourd'hui encore un poids important dans l'économie locale. Un élément particulièrement intéressant est l'élevage du mouton typique Sambucano (pecora sambucana), originaire de la vallée,. Une autre réalité significative de l'activité agricole moderne est la fromagerie Valle Stura, fondée à Demonte en 1957. Cette activité, gérée par une coopérative de plus de 1000 associés, travaille le lait de vache piémontaise fourni par 26 éleveurs, visant surtout à fournir un produit de haute qualité.
Les nombreux musées privés destinés à la conservation des traditions anciennes sont étroitement apparentés à l'activité agricole, en particulier le musée du châtaignier de Valloriate et l'écomusée du pastoralisme de Pietraporzio.
Les ressources hydriques de la vallée sont exploitées par deux centrales hydroélectriques, l'une à Pietraporzio et l'autre à Vinadio.
L'usine d'embouteillage de l'eau minérale Sant'Anna, propriété de la société Fonti di Vinadio S.p.A., est d'une importance considérable pour l'économie locale. Elle est en activité depuis 1997, et a une capacité de production de 7,5 millions de bouteilles par jour. L'entreprise emploie 75 salariés (dont 15 dans l'usine) et a un chiffre d'affaires de l'ordre de 185 millions d'euros (données de 2009), ce qui en fait l'une des principales compagnies italiennes dans le domaine de l'eau minérale.
Le tourisme revêt une importance considérable dans l'économie moderne de la vallée : l'offre touristique s'étend des sports d'hiver à la randonnée, de l'alpinisme au séjour en centre thermal, le tout soutenu par un réseau d'accueil adapté.

### Tourisme

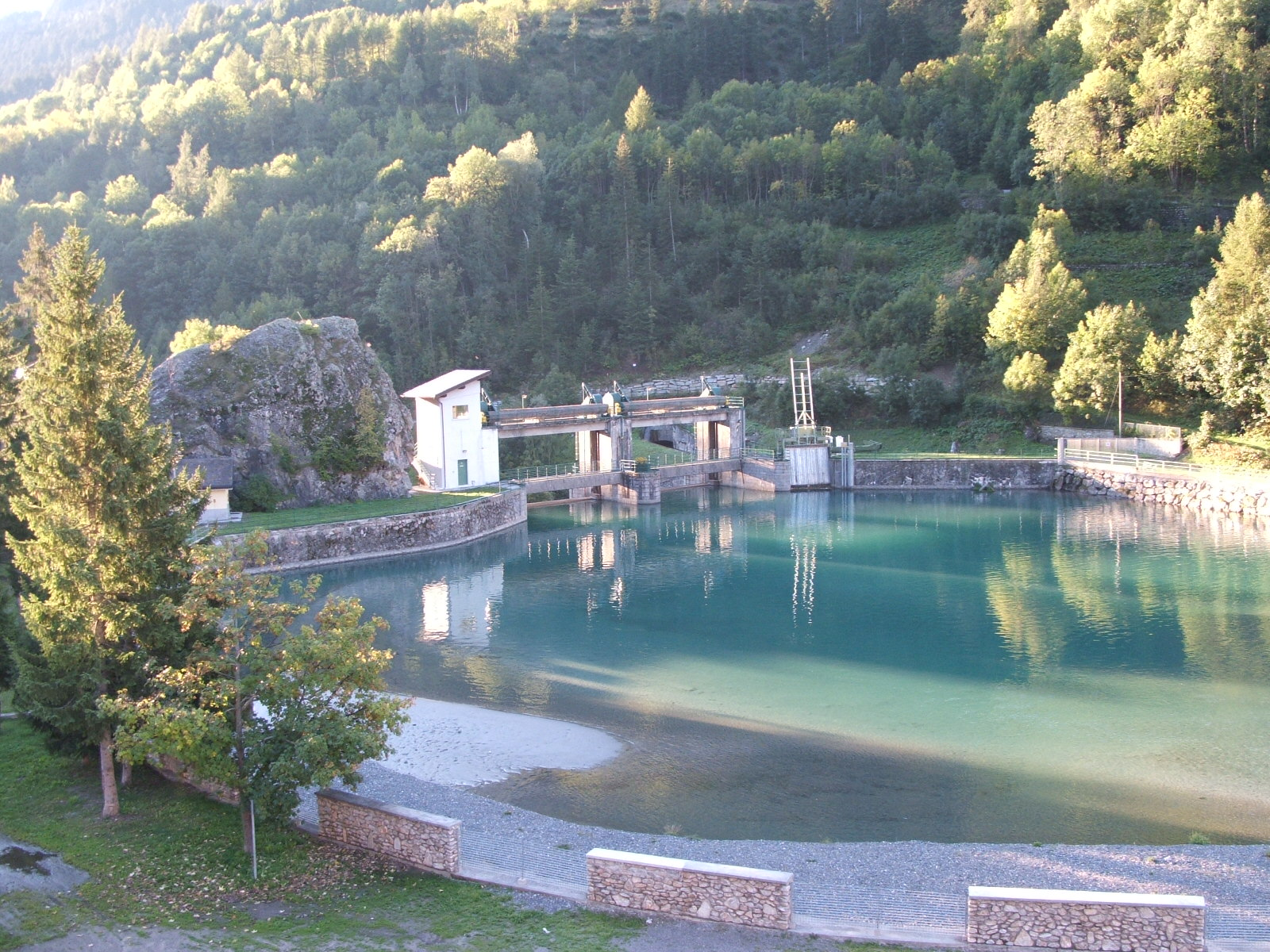
Le lac à l'entrée de Pietraporzio, alimenté par la rivière Stura di Demonte

#### Tourisme culturel
La vallée propose de nombreux musées consacrés aux traditions locales. De plus, il est possible de visiter un grand nombre des fortifications et installations militaires présentes, du fort de Vinadio aux divers ouvrages du Mur des Alpes (Vallo Alpino Littorio).
Les villages (par exemple Cornaletto et Baru) offrent de remarquables exemples d'architecture de montagne ; les anciennes églises et chapelles locales sont aussi particulièrement intéressantes, et surtout les fresques qui les décorent.
Chaque commune a sa propre fête patronale, souvent liée à une foire, qui fait revivre les fastes et les mémoires de l'époque médiévale,.

#### Randonnée et alpinisme
Les montagnes de la vallée de la Stura offrent de nombreuses possibilités aux passionnés d'alpinisme et de randonnée pédestre. Les premiers peuvent trouver des voies et parois intéressantes sur presque tout le territoire de la vallée. Les seconds ont à leur disposition le réseau dense de sentiers de la province de Coni. De plus, la vallée est traversée par les itinéraires de la Grande Traversata delle Alpi (Grande traversée des Alpes) et de la Via Alpina.
Randonneurs et alpinistes peuvent compter sur divers refuges :
- Refuge Malinvern - 1 836 m
- Refuge Migliorero
- Refuge Becchi Rossi - 1 890 m
- Refuge Zanotti
- Refuge De Alexandris-Foches
- Refuge Talarico.

#### Sports d'hiver
La vallée dispose d'une station de ski pour la pratique du ski alpin, située sur la commune d'Argentera. La station offre environ 30 km de pistes à une altitude comprise entre 1 600 m et 2 600 m,.
Le point fort de l'offre de ski de la vallée est cependant le ski de fond : il y a en effet au moins 5 centres équipés présents dans la vallée. Le premier est historiquement le centre de fond Scricciolo de Pietraporzio, fondé à la fin des années 1980, notamment grâce au large écho des succès internationaux de la championne locale Stefania Belmondo. Cette première structure a été suivie par celles du centre de fond Aisone-Vinadio, du centre de fond Festiona dans le village du même nom de la commune de Demonte, du centre de fond Strepeis dans le village du même nom de la commune de Vinadio (près de Bagni di Vinadio), et du centre sci nordico Argentera dans la commune du même nom, à proximité des remontées pour le ski alpin.

#### Thermalisme
L'établissement thermal des Terme di Vinadio se trouve à Bagni di Vinadio. Déjà connus probablement à l'époque romaine, aujourd'hui les thermes proposent un séjour dans un grand hôtel relié à l'établissement thermal, ainsi que des cures thermales et un centre de bien-être. L'eau thermale se réchauffe à une profondeur d'environ 3 000 m, pour ensuite resurgir en surface à une température telle qu'elle arrive à maintenir à 60 °C les grottes naturelles présentes, et à 35-38 °C la piscine thermale du centre,.